# Rödbrun myrpitta
Rödbrun myrpitta (Grallaria capitalis) är en fågel i familjen myrpittor inom ordningen tättingar.

## Utbredning och systematik
Fågeln förekommer i Andernas östsluttning i Peru (Junín, Pasco och Huánuco). Den behandlas som monotypisk, det vill säga att den inte delas in i några underarter.

## Status
IUCN kategoriserar arten som livskraftig.